# Refuge de Turia
Le refuge de Turia est situé à 2 397 mètres d'altitude dans le parc national de la Vanoise, dont il est la propriété. Il est gardé de mi-juin à mi-septembre mais reste ouvert toute l'année. C'est le départ de courses comme le dôme de la Sache et le mont Pourri. Il est accessible depuis Arc 1950 et Arc 2000 sur la commune de Bourg-Saint-Maurice ou encore le Planay et la Gurraz sur la commune de Villaroger.